# Lopadorrhynchus panikkari
Lopadorrhynchus panikkari är en ringmaskart som beskrevs av Peter 1973. Lopadorrhynchus panikkari ingår i släktet Lopadorrhynchus och familjen Lopadorrhynchidae. Inga underarter finns listade i Catalogue of Life.